# Autoharp
Die Autoharp ist eine Kastenzither, die seit dem späten 19. Jahrhundert vorwiegend in den USA in der Bluegrass-, Folk- und Country-Musik verwendet wird. Der Schriftzug des Namens Autoharp ist seit 1926 ein eingetragenes Warenzeichen.

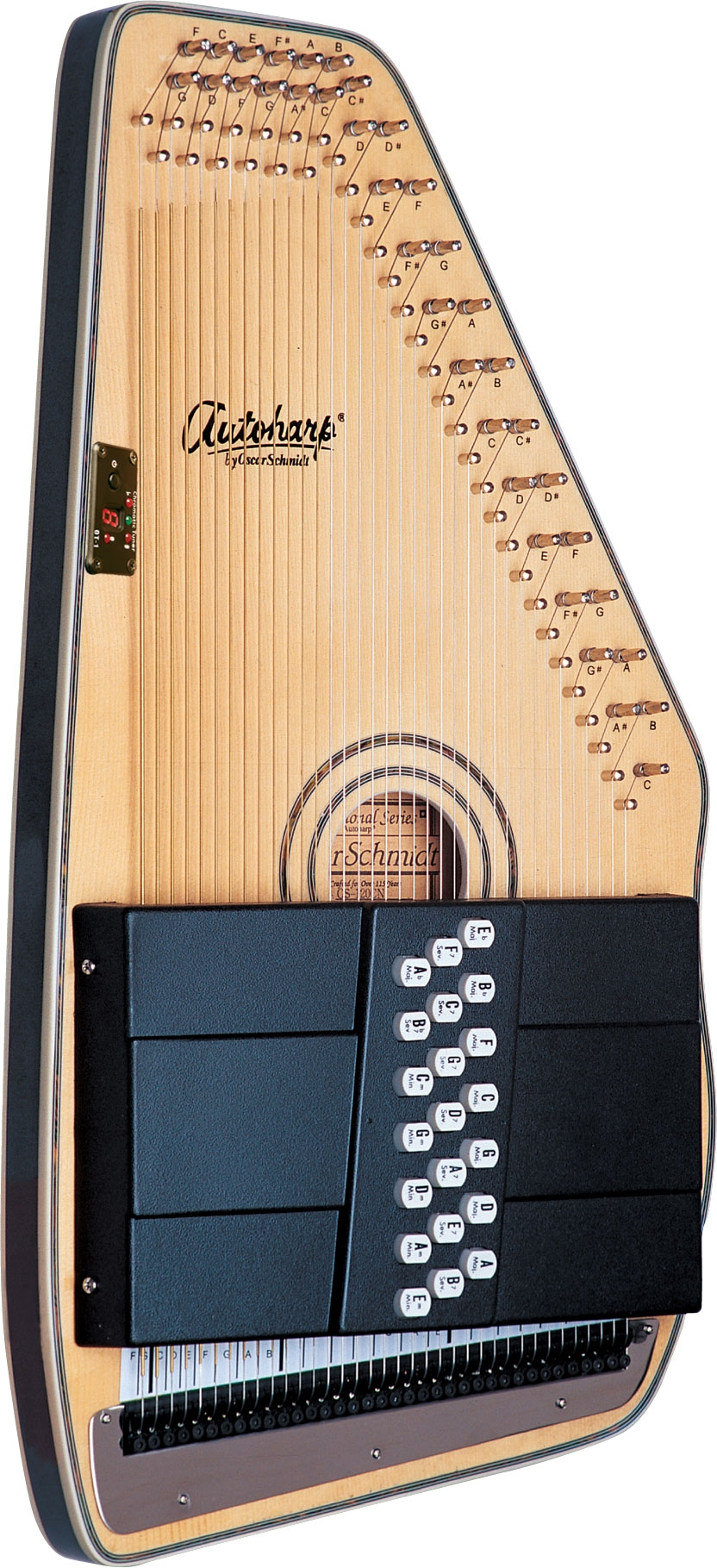
Moderne Autoharp mit drei Knopfreihen und Feinabstimmung

## Erfinder
Der Erfinder der Autoharp steht nicht sicher fest. Zunächst vermutete man Charles F. Zimmermann als Urheber, da er im Jahr 1882 ein ähnliches Instrument in den USA zum Patent angemeldet hatte. Im Gegensatz zum heute als Autoharp bekannten Instrument war das von Zimmermann entwickelte jedoch eine Art Doppelzither in Schmetterlingsform, bei dem die Saiten auf jeder der beiden Instrumentenseiten eine andere Stimmung erhielten.
Die heute gebräuchlichen Autoharps gehen auf eine Entwicklung des Deutschen Karl August Gütter aus Markneukirchen zurück, der zur etwa gleichen Zeit ein von ihm selbst als „Volkszither“ bezeichnetes Instrument baute und um 1883 in England zum Patent anmeldete. Sicher ist, dass, nachdem Charles Zimmermann das Instrument bei einem Deutschlandbesuch kennengelernt hatte, er Gütters Erfindung in den USA zum Patent anmeldete, dort unter dem Namen „Autoharp“ sehr populär machte und erfolgreich vertrieb.
In den Vereinigten Staaten meldete Walter S. Holloway 1908 ein Patent auf „Autoharp und ähnliche Instrumente“ an. Das Patent wurde im November 1910 eingetragen.

## Funktionsweise
Die Saiten der Autoharp werden, ähnlich wie bei einer Gitarre, mit einem Plektrum angerissen, mit den Fingern gezupft oder geschlagen. Die freie Hand bedient mittels einer Klaviatur oder einer versetzt angeordneten Knopfmechanik ein System von Filzpuffern. Die Knopfbelegung ist standardmäßig wie folgt:
| E♭ |    | B♭ |    | F   |    | C  |    | G  |    | D  |    | A  |    |    |
|    | F7 |    | C7 |     | G7 |    | D7 |    | A7 |    | E7 |    | H7 |    |
|    |    | A♭ |    | B♭7 |    | Cm |    | Gm |    | Dm |    | Am |    | Em |

Beim Anschlagen eines Akkords werden alle Saiten stummgeschaltet, außer denen, die für den Akkord benötigt werden. Die Autoharp hat je nach Typ bis zu 36 Saiten und einen Tonumfang von zwei bis vier Oktaven. Im Gegensatz zur liegenden Zither wird die Autoharp auch aufrecht stehend bzw. umgehängt gespielt. Sie gilt als leicht zu erlernendes Instrument.

## Verbreitung
Berühmt wurde die Autoharp ab Ende der 1920er-Jahre durch die Carter Family. Speziell Sara Carter spielte sie sowohl als melodieführendes Instrument wie auch als Begleitung, aber auch die restlichen Mitglieder der Familie wie beispielsweise „Mother“ Maybelle Carter und June Carter, die Ehefrau von Johnny Cash, setzten die Autoharp häufig ein. 
Bill Clifton ist ein weiterer Country-Musiker, der ab den 1960er-Jahren der Autoharp zur Popularität verhalf. In den 1970er-Jahren spielte Steve Hackett u. a. auf dem Genesis-Album Wind & Wuthering das Instrument. John Sebastian von der Formation The Lovin’ Spoonful setzte die Autoharp häufig ein. Jüngere Beispiele für den Einsatz der Autoharp in der Popmusik sind die englischen Musikerinnen Natasha Khan (Bat for Lashes), PJ Harvey und Martin Molin (Wintergatan).
Manche Sänger der leichten nordindischen klassischen Musik verwenden eine Autoharp ohne Tastenbrett anstelle der sonst üblichen Swarmandal zur eigenen Begleitung.